# Enrique I de Austria
Enrique I de Austria (ca. 965-23 de junio de 1018), también conocido como Enrique el Fuerte (en alemán: Heinrich der Starke), fue el segundo margrave de Austria desde 994 hasta su muerte.
Fue hijo del primer margrave Leopoldo I de la familia Babenberg. Corresponden a su mandato los primeros documentos en que se da a sus posesiones el nombre de Ostarrîchi (996), del que deriva el actual nombre de Austria en alemán (Österreich, "reino del este").
Residió en Melk y su territorio fue ampliado por el emperador Enrique II, que consiguió posesiones entre los ríos Kamp y Morava y en el Wienerwald.